# Banco Central de Lesoto
El Banco Central de Lesoto es el banco central de Lesoto, al sur de África. El banco se encuentra en Maseru y su actual gobernador es la Dr. Retselisitsoe Matlanyane. El banco fue creado en 1978 como la Autoridad Monetaria de Lesoto.